# Henning Protzmann
Henning Protzmann (* 12. Februar 1946 in Radebeul) ist ein deutscher Bassist und Rockmusiker.

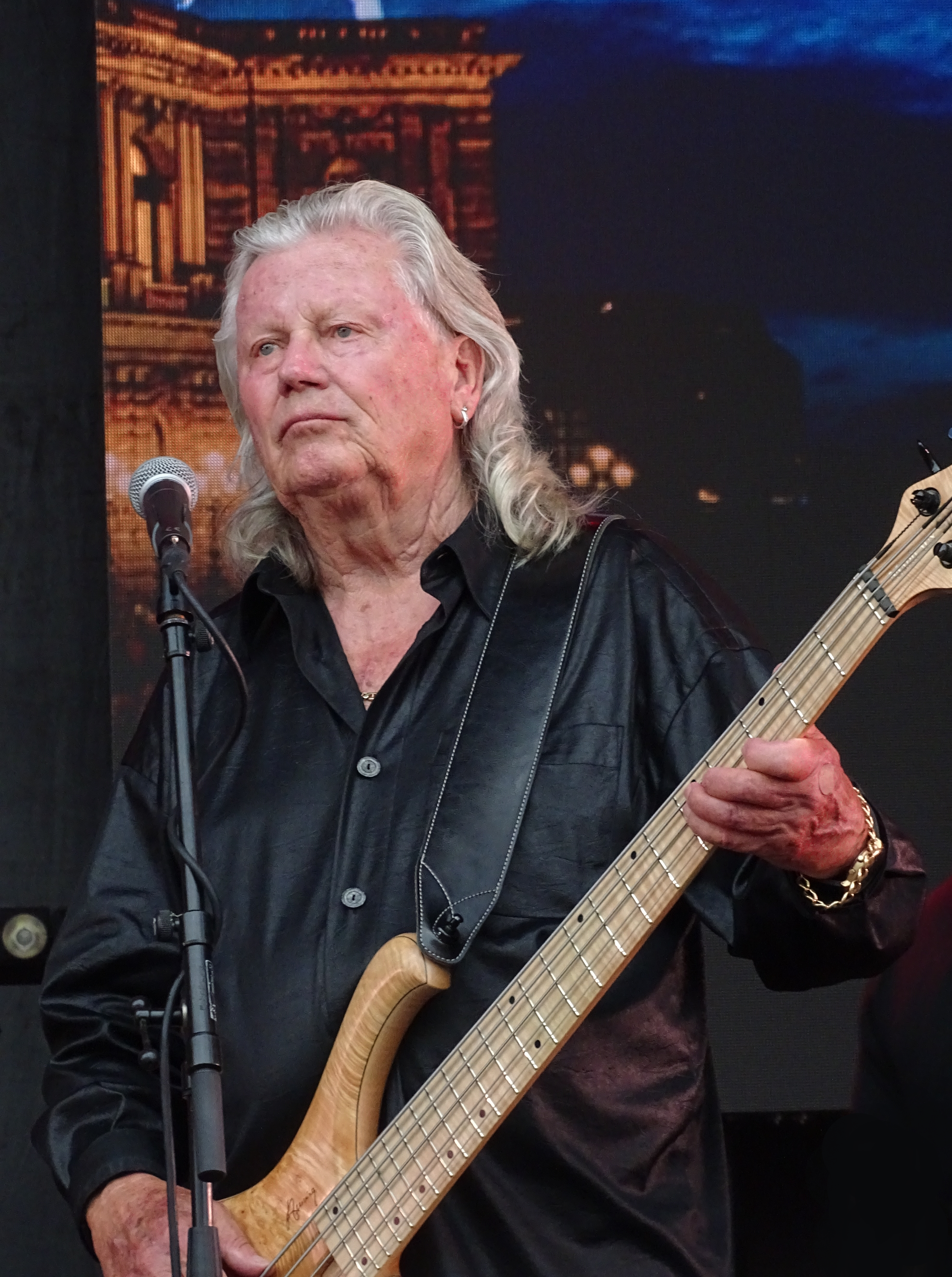
Henning Protzmann 2025

## Leben
Seit 1953 bekam Henning Protzmann Klavierunterricht, seit 1959 lernte er Cello als Zweitinstrument. Von 1960 bis 1962 besuchte er die Spezialklasse für Musik in Dresden. Anschließend folgten bis 1964 ein Studium an der Hochschule für Musik Dresden im Fach Kontrabass, ein Spezialstudium in der Tanzmusikklasse derselben Hochschule von 1964 bis 1967, sowie ein Fernstudium an der Hochschule für Musik Berlin in den Fächern Komposition und Kontrapunkt. Bis 1970 spielte Protzmann bei den Alexanders. Von 1971 bis 1974 war Protzmann Lehrbeauftragter für Bassgitarre an der Hochschule für Musik in Ost-Berlin. In dieser Zeit spielte er auch Bass in der Jazzrockband Panta Rhei. 1973 partizipierte er außerdem an der All Star Band. Ab 1975 war er Bassgitarrist und Manager der Gruppe Karat, für die er in der Anfangszeit auch noch häufig komponierte. Er verließ die Gruppe 1986 aufgrund persönlicher und musikalischer Differenzen mit dem Sänger Herbert Dreilich. Anschließend arbeitete Protzmann hauptsächlich als Manager (unter anderem von Michael Barakowski, dem Sänger von Perl). Nach der Wende spielte er verstärkt wieder Bass, so bei Lift und im Rahmen seines Projekts „Jazzin' the Blues“.
Im Jahr 2015 hob Protzmann die Band „Panta Rhei II“ aus der Taufe, die hauptsächlich international bekannte Jazz-Künstler covert, aber auch Titel von Panta Rhei, Karat und neue eigene Songs darbietet.
1983 wurde er mit den anderen Mitgliedern von Karat mit dem Nationalpreis der DDR III. Klasse für Kunst und Literatur ausgezeichnet.
Protzmann lebt in Berlin-Rahnsdorf.

## Diskografie (Auswahl)
- Panta Rhei, LP, 1973
- Karat: Karat, LP, 1978
- Karat: Über sieben Brücken, LP, 1979
- Karat: Albatros, LP, 1979
- Karat: Schwanenkönig, LP, 1980
- Panta Rhei – Die frühen Jahre, LP, 1980
- Karat: Der blaue Planet, LP, 1982
- Karat: Die sieben Wunder der Welt, LP, 1983
- Karat: Auf dem Weg zu euch (Live), LP, 1985
- Lift: Classics, CD, 1998
- Manfred Krug: Manfred Krug live mit Fanny, CD, 2001 (Jazzin’ the Blues)
- Panta Rhei: Leben, LP, 2018
- Karat: Die legendären Konzerte 1975 & 1978, CD, 2023